# جورج جوزيف
جورج جوزيف (حوالي 1951 - 1 يونيو 2017) دبلوماسي هندي شغل منصب سفير الهند في تركمانستان من 1997 إلى 2001 وسفير في قطر من أكتوبر 2005 إلى يناير 2009 وسفير في البحرين من يناير 2009 حتى أكتوبر 2010.
دخل جوزيف إلى الخدمة الخارجية الهندية في عام 1975. تم نشره في سفارة الهند في الرياض عاصمة المملكة العربية السعودية وعمل قنصلا عاما في القنصلية الهندية في دبي بالإمارات العربية المتحدة. كما شغل منصب السفير الهندي في تركمانستان ومقره في عشق أباد من 15 يوليو 1997 حتى 28 نوفمبر 2001.
عمل جوزيف مبعوثا للهند إلى قطر في الفترة من أكتوبر 2005 إلى يناير 2009. قدم منزل مفتوح شهريا في سفارة الهند في الدوحة وهي بادرة دبلوماسية لينة أثبتت شعبيتها مع المغتربين الهنود والمواطنين القطريين. تدخل أيضا نيابة عن الهنود الذين تقطعت بهم السبل أو المحتجزين. في إحدى الحالات حكم على اثنين من الرعايا الهنود المتهمين بقتل خادمة إندونيسية بالإعدام. من خلال تدخل جوزيف تم تخفيف عقوبتهما إلى السجن مدى الحياة في مارس 2011.
عمل جوزيف بعد ذلك سفيرا في البحرين من يناير 2009 حتى أكتوبر 2010. تقاعد من وزارة الشؤون الخارجية بعد انتهاء منصبه في البحرين.
جورج جوزيف الذي أصيب بأمراض الكلى توفي في مستشفى في كوتشي في ولاية كيرلا بالهند في 1 يونيو 2017 في سن 66. خلف زوجة راني وابنة رينو. أقيمت جنازته ودفن في كنيسة القديس يوحنا المعمدان الكاثوليكية في ندومكونام بتشانغاناسيري في ولاية كيرلا.